# Újkér
Újkér è un comune di 1 079 abitanti situato nella contea di Győr-Moson-Sopron, nell'Ungheria nordoccidentale.